# Miss International 2011
Miss International 2011, cinquantunesima edizione di Miss International, si è tenuta presso il Sichuan Opera Theatre di Chengdu, in Cina il 6 novembre 2011. Vincitrice del concorso è stata l'ecuadoregna María Fernanda Cornejo.

## Risultati

### Piazzamenti
| Risultato               | Concorrente |
| ----------------------- | --- |
| Miss International 2011 | - Ecuador - María Fernanda Cornejo |
| 2ª classificata         | - Venezuela - Jessica Barboza |
| 3ª classificata         | - Monaco - Tugsuu Idersaikhan |
| 4ª classificata         | - Porto Rico - Desiree Del Río |
| 5ª classificata         | - Panama - Keity Mendieta |
| Top 15                  | - Brasile - Gabriella Marcelino - Filippine - Dianne Necio - Indonesia - Reisa Kartikasari - Libano - Maria Farah - Paesi Bassi - Talitha Hertsenberg - Russia - Elena Chepilchenko - Svezia - Denice Andree - Thailandia - Kantapat Peerdachainarin - Trinidad e Tobago - Renee Bhagwandeen - Vietnam - Trương Tri Trúc Diễm |

### Riconoscimenti speciali
| Riconoscimento           | Concorrente                                          |
| ------------------------ | ---------------------------------------------------- |
| Miss Friendship          | - Hawaii - Shanna Nakamura - Messico - Karen Higuera |
| Miss Photogenic          | - Venezuela - Jessica Barboza                        |
| Miss Talent              | - Cina - Baixue Yuting                               |
| Best National Costume    | - Thailandia - Kantapat Peerdachainarin              |
| Miss Internet Popularity | - Filippine - Dianne Necio                           |
| Miss Panda Angel         | - Lettonia - Lelde Paulsone                          |
| Miss Active              | - Porto Rico - Desiree Del Rio                       |
| Miss Expressive          | - Zimbabwe - Lisa Morgan                             |
| Miss Elegance            | - Russia - Elena Chepilchenko                        |
| Miss Beauty              | - Ecuador - María Fernanda Cornejo                   |
| Best Figure              | - Ecuador - María Fernanda Cornejo                   |

## Concorrenti
| Nazione           | Concorrente               | Età | Statura | Città                  |
| ----------------- | ------------------------- | --- | ------- | ---------------------- |
| Aruba             | Vivian Chow               | 19  | 1.73    | Oranjestad             |
| Australia         | Brooke Nash               | 20  | 1.72    | Mackay                 |
| Belgio            | Kristina De Munter        | 24  | 1.73    | Caracas                |
| Belize            | Annlyn Apolonio           | 21  | 1.72    | Belize City            |
| Bielorussia       | Ulyana Volokhovskaya      | 18  | 1.81    | Minsk                  |
| Bolivia           | Daniela Núñez del Prado   | 20  | 1.75    | Santa Cruz             |
| Brasile           | Gabriella Marcelino       | 21  | 1.82    | Simões Filho           |
| Cina              | Baixue Yuting             | 20  | 1.72    | Zhengzhou              |
| Colombia          | Natalia Valenzuela        | 22  | 1.77    | Neiva                  |
| Corea del Sud     | Kim Hye-Sun               | 25  | 1.76    | Seul                   |
| Costa Rica        | Amalia Matamoros          | 22  | 1.75    | Naranjo                |
| Cuba              | Elizabeth Robaina         | 23  | 1.58    | McAllen                |
| Danimarca         | Monica Kristensen         | 20  | 1.77    | Vejen                  |
| Ecuador           | María Fernanda Cornejo    | 22  | 1.78    | Quito                  |
| El Salvador       | Marcela Santamaría        | 19  | 1.72    | San Salvador           |
| Estonia           | Sandra Daškova            | 19  | 1.68    | Tallinn                |
| Filippine         | Dianne Necio              | 19  | 1.68    | Polangui               |
| Francia           | Laura Maurey              | 22  | 1.74    | Bagnoles-de-l'Orne     |
| Germania          | Sandra Kaczmarczyk        | 22  | 1.71    | Berlino                |
| Giamaica          | Chantel Davis             | 23  | 1.75    | Kingston               |
| Giappone          | Nagomi Murayama           | 23  | 1.67    | Kanagawa               |
| Guadalupa         | Daena Hatilip             | 25  | 1.73    | Saint-Claude           |
| Guam              | Katarina Martinez         | 20  | 1.77    | Barrigada Heights      |
| Guatemala         | Karen Remón               | 21  | 1.78    | Città del Guatemala    |
| Hawaii            | Shanna Nakamura           | 24  | 1.55    | Honolulu               |
| Honduras          | Esthefany Pineda          | 18  | 1.70    | Tela                   |
| Hong Kong         | Whitney Hui               | 22  | 1.64    | Fujian                 |
| India             | Ankita Shorey             | 25  | 1.73    | Mumbai                 |
| Indonesia         | Reisa Kartikasari         | 25  | 1.73    | Yogyakarta             |
| Italia            | Anthea Lucà               | 19  | 1.80    | Bazzano                |
| Kirghizistan      | Asel Samakova             | 18  | 1.77    | Biškek                 |
| Lettonia          | Lelde Paulsone            | 22  | 1.72    | Riga                   |
| Libano            | Maria Farah               | 22  | 1.77    | Windsor                |
| Macao             | Winnie Sin                | 24  | 1.68    | Macao                  |
| Malaysia          | Phong Sze Ling            | 21  | 1.70    | Perak                  |
| Messico           | Karen Higuera             | 20  | 1.82    | La Paz                 |
| Mongolia          | Tugsuu Idersaikhan        | 19  | 1.81    | Ulan Bator             |
| Nepal             | Sarina Maskey             | 24  | 1.70    | Narayangad             |
| Nuova Zelanda     | Claire Kirby              | 24  | 1.75    | Palmerston North       |
| Paesi Bassi       | Talitha Hertsenberg       | 19  | 1.81    | Amsterdam              |
| Panama            | Keity Mendieta Britton    | 21  | 1.75    | Panama                 |
| Paraguay          | Stephanie Vázquez         | 19  | 1.77    | Asunción               |
| Perù              | María Alejandra Chávez    | 18  | 1.75    | Lima                   |
| Polonia           | Adrianna Wojciechowska    | 25  | 1.79    | Gostynin               |
| Porto Rico        | Desireé Del Río           | 25  | 1.75    | Bayamón                |
| Portogallo        | Patrícia Da Silva         | 21  | 1.77    | Zurigo                 |
| Rep. Dominicana   | Catherine Ramírez         | 25  | 1.83    | Santiago               |
| Romania           | Andrada Vilciu            | 25  | 1.75    | Bucarest               |
| Russia            | Elena Chepilchenko        | 20  | 1.75    | San Pietroburgo        |
| Singapore         | Stella Kae Sze Yun        | 22  | 1.68    | Singapore              |
| Slovacchia        | Dušana Lukáčová           | 20  | 1.70    | Veľký Šariš            |
| Spagna            | Sarah Lopez Bujia         | 23  | 1.80    | Santiago di Compostela |
| Stati Uniti       | Kristen Little            | 23  | 1.70    | Albuquerque            |
| Sudafrica         | Natasha Kashimoto         | 20  | 1.75    | Benoni                 |
| Svezia            | Denice Andrée             | 23  | 1.78    | Stoccolma              |
| Tahiti            | Hitiana Monnier           | 23  | 1.76    | Papeete                |
| Taipei Cinese     | Ying Kuei Li              | 20  | 1.77    | Taipei                 |
| Tanzania          | Nelly Kamwelu             | 19  | 1.74    | Dar es Salaam          |
| Thailandia        | Kantapat Peeradachainarin | 25  | 1.75    | Ratchaburi             |
| Trinidad e Tobago | Renee Bhagwandeen         | 23  | 1.76    | San Fernando           |
| Turchia           | Elif Korkmaz              | 21  | 1.78    | Smirne                 |
| Ucraina           | Oleksandra Kyrsha         | 23  | 1.75    | Kiev                   |
| Ungheria          | Nora Viragh               | 20  | 1.68    | Mátészalka             |
| Venezuela         | Jessica Barboza           | 24  | 1.74    | Maracaibo              |
| Vietnam           | Trương Tri Trúc Diễm      | 24  | 1.74    | Ho Chi Minh            |
| Zimbabwe          | Lisa Morgan               | 21  | 1.75    | Harare                 |

### Debutti
- Belize
- Estonia
- Zimbabwe

### Ritorni
- Ultima partecipazione nel 1971:
  -  Trinidad e Tobago
- Ultima partecipazione nel 2000:
  -  Portogallo
- Ultima partecipazione nel 2004:
  -  Ungheria
- Ultima partecipazione nel 2009:
  -  Cuba
  -  El Salvador
  -  Honduras
  -  Kirghizistan
  -  Romania
  -  Tanzania

### Ritiri
- Bahamas
- Canada
- Cile
- Finlandia
- Georgia
- Grecia
- Kenya
- Lettonia
- Martinica
- Mauritius
- Nicaragua
- Nigeria
- Norvegia
- Regno Unito
- Rep. Ceca
- Serbia
- Sri Lanka

### Crossover
Miss Universo
- 2011:  Tanzania - Nelly Kamwelu

Miss Mondo
- 2008:  Costa Rica - Amalia Matamoros

Miss Terra
- 2007:  Nuova Zelanda - Claire Kirby
- 2007:  Vietnam - Trương Tri Trúc Diễm (Miss Fashion)
- 2009:  Venezuela - Jessica Barboza (3ª classificata)

Miss Southern Africa International
- 2011:  Tanzania - Nelly Kamwelu (Vincitrice)[46]

Reina Hispanoamericana
- 2009:  Costa Rica - Amalia Matamoros
- 2010:  El Salvador - Marcela Santamaría

Miss Friendship International
- 2009:  Thailandia - Kantapat Peeradachainarin (Vincitrice)

Miss Continente Americano
- 2009:  Costa Rica - Amalia Matamoros

Miss Tourism Queen International
- 2008:  Costa Rica - Amalia Matamoros

Miss América Latina
- 2008:  Costa Rica - Amalia Matamoros (Top 12)
- 2010:  Brasile - Vanessa Gabriella Marcelino Rocha (4ª classificata)